# Manchecourt
Manchecourt foi uma comuna francesa na região administrativa do Centro, no departamento Loiret. Estendia-se por uma área de 16,06 km². Em 2010 a comuna tinha 641 habitantes (densidade: 39,9 hab./km²).
Em 1 de janeiro de 2016, passou a fazer parte da nova comuna de Le Malesherbois.